# CTDSP1
CTDSP1 (англ. CTD small phosphatase 1) – білок, який кодується однойменним геном, розташованим у людей на короткому плечі 2-ї хромосоми.  Довжина поліпептидного ланцюга білка становить 261 амінокислот, а молекулярна маса — 29 203.
| 10         |  | 20         |  | 30         |  | 40         |  | 50         |
| ---------- |  | ---------- |  | ---------- |  | ---------- |  | ---------- |
| MDSSAVITQI |  | SKEEARGPLR |  | GKGDQKSAAS |  | QKPRSRGILH |  | SLFCCVCRDD |
| GEALPAHSGA |  | PLLVEENGAI |  | PKQTPVQYLL |  | PEAKAQDSDK |  | ICVVIDLDET |
| LVHSSFKPVN |  | NADFIIPVEI |  | DGVVHQVYVL |  | KRPHVDEFLQ |  | RMGELFECVL |
| FTASLAKYAD |  | PVADLLDKWG |  | AFRARLFRES |  | CVFHRGNYVK |  | DLSRLGRDLR |
| RVLILDNSPA |  | SYVFHPDNAV |  | PVASWFDNMS |  | DTELHDLLPF |  | FEQLSRVDDV |
| YSVLRQPRPG |  | S          |  |            |  |            |  |            |

A: Аланін

C: Цистеїн

D: Аспарагінова кислота

E: Глутамінова кислота

F: Фенілаланін

G: Гліцин

H: Гістидин

I: Ізолейцин

K: Лізин

L: Лейцин

M: Метіонін

N: Аспарагін

P: Пролін

Q: Глутамін

R: Аргінін

S: Серин

T: Треонін

V: Валін

W: Триптофан

Кодований геном білок за функціями належить до гідролаз, протеїн-фосфатаз. 
Задіяний у таких біологічних процесах як поліморфізм, ацетиляція, альтернативний сплайсинг. 
Білок має сайт для зв'язування з іонами металів, іоном магнію. 
Локалізований у ядрі.